# Distretto di Kesen
Il distretto di Kesen (気仙郡, Kesen-gun?) è uno dei distretti della prefettura di Iwate, in Giappone.
Fa parte del distretto solo il comune di Sumita.
| Controllo di autorità | VIAF (EN) 126663438 · LCCN (EN) n80019266 · J9U (EN, HE) 987007561943605171 · NDL (EN, JA) 00631933 |